# Nordrhein-Westfälische Hochschulbau- und Finanzierungsgesellschaft
Die Nordrhein-Westfälische Hochschulbau- und Finanzierungsgesellschaft mbH, kurz HFG, war eine Bauträgergesellschaft des Landes Nordrhein-Westfalen zur Durchführung von Baumaßnahmen im Hochschulbereich. Eigentümer der Gesellschaft war das Land Nordrhein-Westfalen, der Firmensitz war Düsseldorf.
Mit § 1 des Hochschulbaugesetzes Nordrhein-Westfalen (HochSchBauG NW) von 1969 wurde die HFG mit dem Ausbau der Hochschulen 
- Universität Bielefeld und
- Universität Düsseldorf

sowie der Erstellung klinischer Einrichtungen 
- Klinikum Aachen an der Rheinisch-Westfälischen Technischen Hochschule Aachen,
- Klinikum Essen der Ruhr-Universität Bochum und
- Universitätsklinikum Münster der Westfälischen Wilhelms-Universität zu Münster

nach Maßgabe des Vertragsentwurfs und des Ausbauprogramms von Landesseite beauftragt. 
Für diese Baumaßnahmen war ein Volumen von 924,0 Millionen DM für den Zeitraum 1969 bis 1976 vorgesehen. Die Gesellschaft war auch berechtigt, die Planung, Durchführung, Verhandlungen sowie An- und Verkäufe im Namen des Landes NRW durchzuführen. 
Mit Wirkung vom 11. Oktober 1977 wurde die Gesellschaft von diesen Aufgaben wieder entbunden (§ 1 UniAusbFortG NW). Sie wurde noch im selben Jahr wegen ihrer wirtschaftlichen Probleme aufgelöst. Es kam zum politischen Skandal.
Die von der Gesellschaft betriebenen Studentenwohnheime gingen in die Besitz der Studentenwerke über, zum Beispiel fünf Studentenwohnheime in Bochum mit zusammen über 1400 Plätzen an das Studentenwerk Bochum.